# TER La Coruña - Oporto
O TER La Coruña - Oporto foi um serviço ferroviário das operadoras Red Nacional de Ferrocarriles Españoles e Caminhos de Ferro Portugueses, que ligava a cidade da Corunha, na Galiza, em Espanha, ao Porto, em Portugal. O seu percurso foi reduzido de Corunha para Vigo no ano seguinte, tendo a sua denominação sido alterada correspondentemente.

## História
Foi inaugurado em Maio de 1971, com a tipologia TER da Red Nacional de Ferrocarriles Españoles, como comboio de luxo, unindo a localidade da Corunha à Estação de Campanhã, na cidade do Porto, passando por Tui; no entanto, logo em Maio de 1972 foi reduzido o seu percurso, da Corunha para Vigo, tendo a sua denominação sido alterada para TER Vigo-Porto. Em Setembro de 1976, este serviço foi substituído por um automotora da companhia dos Caminhos de Ferro Portugueses, tendo perdido o seu carácter de luxo; esta transformação deu-se provavelmente devido à maior procura dentro do território português.